# 泣き砂 海風
「泣き砂 海風」（なきすな うみかぜ）は、2010年9月22日に発売された城之内早苗の20枚目のシングル。

## 解説
- テイチク移籍第一弾シングル。前作「この街で」以来2年半ぶりの作品。
- 2010年9月27日発表のUSENでは、デビュー以来初の演歌・歌謡曲部門1位を獲得。また、総合部門でも1位を獲得した。
- カップリング曲は、ソロデビュー曲の「あじさい橋」のニューバージョン。本人によると、何年も歌っている中で変な癖がついてしまい新曲以上に時間がかかったらしい。

## 収録曲
- 両楽曲共に、編曲：若草恵

1. 泣き砂 海風
作詞：喜多條忠、作曲：田尾将実
2. あじさい橋 ニューバージョン
作詞：秋元康、作曲：見岳章
3. 泣き砂 海風（オリジナル・カラオケ）
4. あじさい橋 ニューバージョン（オリジナル・カラオケ）'